# Edificio Enterprise
L'Edificio Enterprise (in inglese Enterprise Building) è un edificio storico della città di Durban in Sudafrica. 

## Storia
L'edificio, progettato dell'architetto Ritchie McKinlay, venne eretto nel 1931.

## Descrizione
Il palazzo sorge lungo Aliwal Street nel centro di Durban. Presenta uno stile Art déco. Il portale d'accesso è incorniciato da decorazioni di fasci littori ed è sormontato da un'aquila.